# 爱丽丝·李道尔
爱丽丝·普莱森斯·哈格里夫斯（英語：Alice Pleasance Hargreaves；1852年5月4日—1934年11月16日），婚前姓李道尔（Liddell，/ˈlɪdəl/），路易斯·卡罗的经典童话作品《爱丽丝梦游仙境》的创作原型。爱丽丝的丈夫为板球运动员雷金纳德·哈格里夫斯，二人育有三个儿子。

## 生平
爱丽丝·李道尔是牛津大学基督堂学院院长亨利·喬治·李道尔与妻子劳林娜·汉娜·李道尔的第四个孩子。她有两个哥哥，哈里（生于1847年）、亚瑟（生于1850年，1853年死于猩红热），和一个姐姐劳林娜（生于1849年）。她也有六个弟弟和妹妹，包括她的妹妹伊迪丝（生于1854年），还有与她很亲密的弟弟弗雷德里克（生于1865年），后者后来成为律师和高级公务员。
爱丽丝出生时，父亲是西敏公學的校长，后被任命为牛津大学基督堂学院院长，不久，李道尔一家于1856年迁往牛津大学内居住，1856年4月25日，牛津大学数学学院教授路易斯·卡罗在给一座教堂拍照时与他们结识。随后几年，路易斯·卡罗成为了李道尔一家最亲密的朋友。
爱丽丝的姐姐劳林娜长她三岁，妹妹伊迪丝小她两岁，三个姐妹童年时一直是亲密的伙伴。爱丽丝一家常常在潘摩法度假，此地后来成为北威尔士兰迪德诺的度假胜地歌格氏艾比飯店（Gogarth Abbey Hotel）。
年轻时的爱丽丝与两位姐妹一起策划了环欧洲大旅行，据传爱丽丝在其间与维多利亚女王的小儿子利奥波德王子谈过一段恋情，相关的佐证极少，但利奥波德王子给大女儿起名字叫爱丽丝，并且当了爱丽丝的二儿子利奥波德的教父。利奥波德王子最近的传记表明，爱丽丝的妹妹伊迪丝可能才是利奥波德真正喜欢的女孩，伊迪丝于1876年6月26日去世，死因不明，可能为麻疹或者腹膜炎，就在去世前不久，她与板球运动员奥布里夏订婚，6月30日，利奥波德王子在她的葬禮上为她扶柩。
1880年9月15日，时年28岁的爱丽丝在威斯敏斯特教堂与板球运动员雷金纳德·哈格里夫斯结婚，婚后二人育有三个儿子。其中大儿子艾伦·卡温顿·哈格里夫斯（Alan Knyveton Hargreaves）与二儿子利奥波德·雷金纳德·哈格里夫斯（Leopold Reginald Hargreaves）牺牲于第一次世界大战，小儿子卡里尔·李道尔·哈格里夫斯（Caryl Liddell Hargreaves）与两个哥哥同样入伍参军，但是幸免于难，并育有一女。尽管许多人表示怀疑，但爱丽丝坚决否认小儿子的名字卡里尔（Caryl）与道奇森的笔名卡罗（Carroll）有任何关系。雷金纳德·哈格里夫斯继承了一笔可观的遗产，并且成为了当地的治安官。作为板球运动员，他效力于罕布什尔队。爱丽丝后来担任了埃默里·唐妇女协会的第一任会长。
1926年，丈夫去世之后，爱丽丝出于生计所迫决定卖掉路易斯·卡罗的《爱丽丝地下历险记》（《爱丽丝梦游仙境》的原名）手稿。这份手稿以四倍于底价的15400英镑由苏富比拍卖行卖出，手稿后来辗转成为了埃尔德里奇·R·约翰逊先生的藏品，并且在哥伦比亚大学纪念路易斯·卡罗一百周年诞辰的活动上展出。时年80岁的爱丽丝访问了美国，并在其间遇到了J·M·巴里的作品彼得·潘的原型之一彼得·卢埃林·戴维斯先生。收藏家约翰逊先生去世后，美国藏书家协会买下这份手稿赠送给英国人民，以表彰英国人民在与纳粹德国作战中展现出的勇气。手稿现藏于大英博物馆。
她一生中大多数时间住在汉普郡莱茵德斯特的新森林地区，爱丽丝于1934年去世后，她的遗体在金人绿色火葬场（Golders Green Crematorium）火化，骨灰埋藏在圣迈克尔与诸天使教堂的墓地中，墓碑上写着“Mrs. Reginald Hargreaves”（雷金纳德·哈格里夫斯夫人）。（可在下文的“相关照片”一节中看到。）

## 相关照片

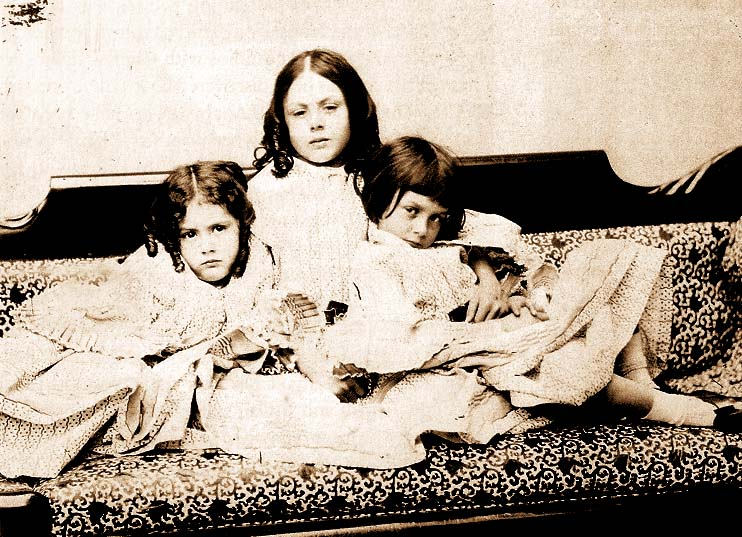
爱丽丝（右）与两位姐妹，路易斯·卡罗摄于1859年
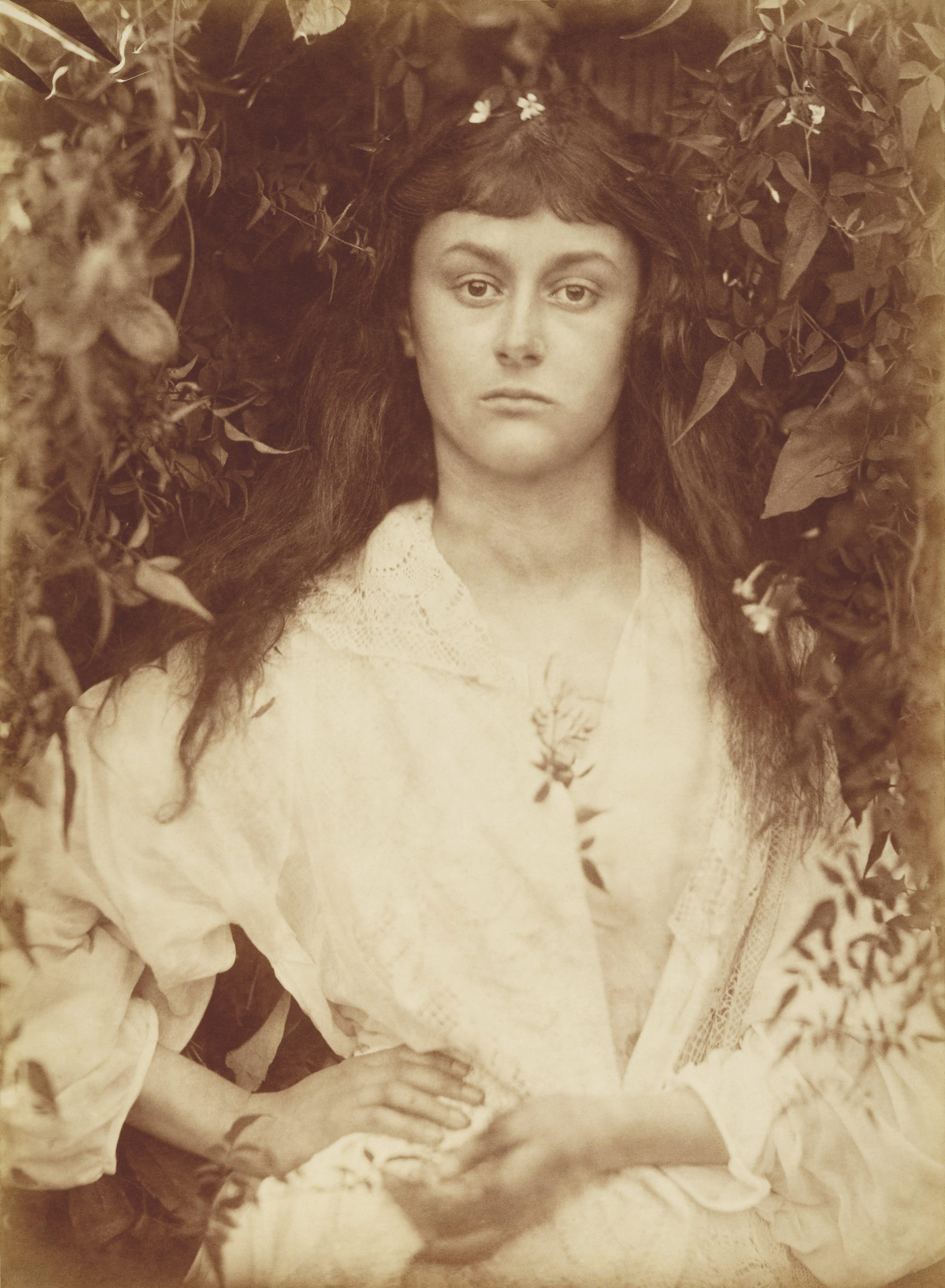
20岁的爱丽丝，茱莉亞·瑪格麗特·卡梅隆摄
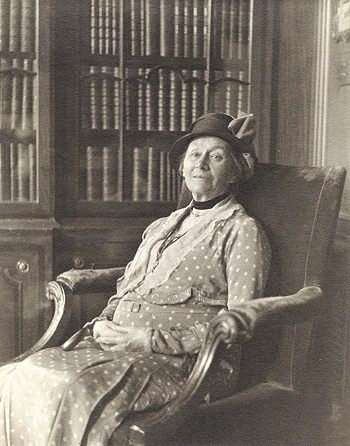
时年80岁的爱丽丝，摄于1932年
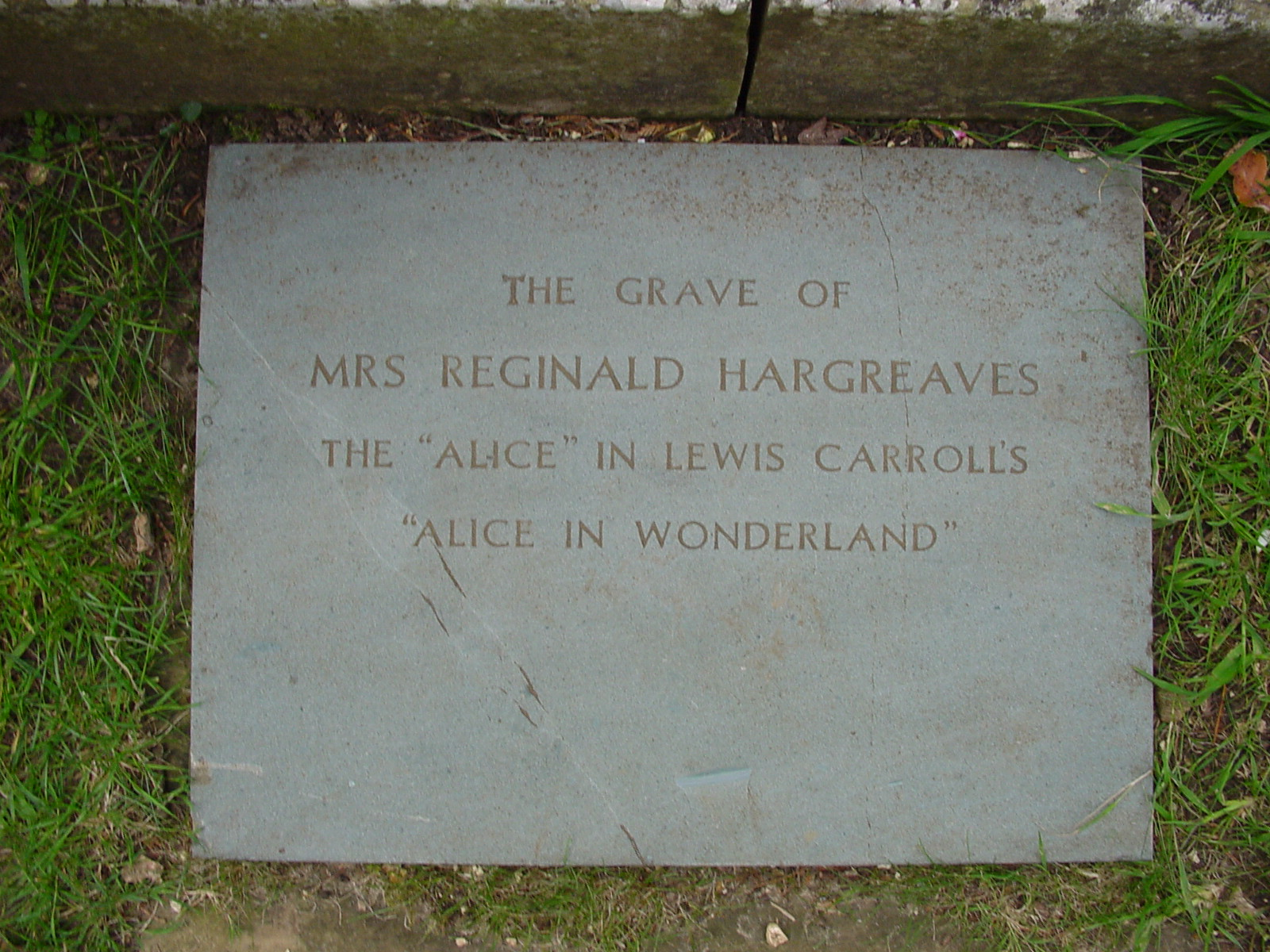
爱丽丝之墓，位于圣迈克尔与诸天使教堂的墓地

## 作为童话原型

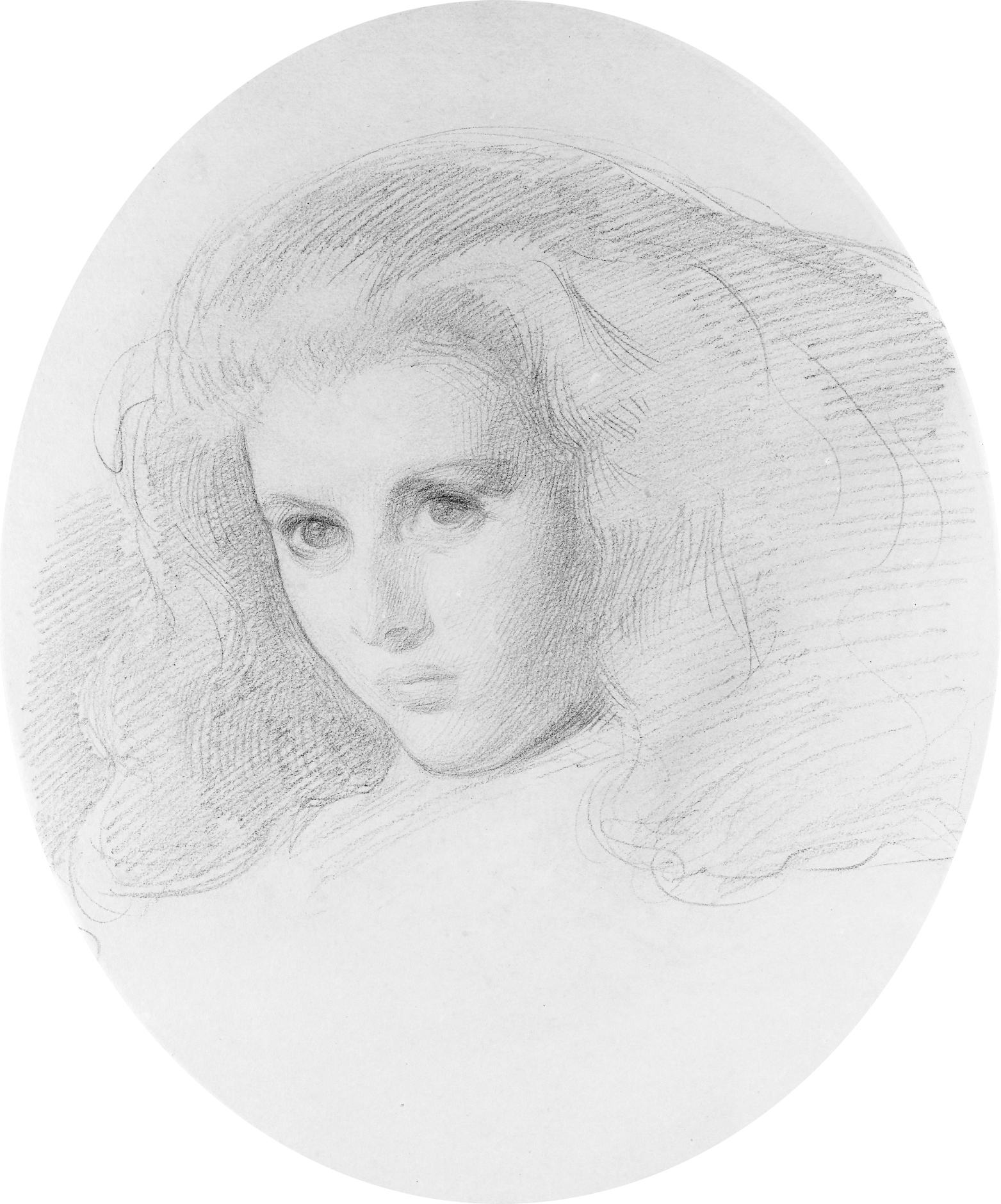
伊迪丝·李道尔，威廉·布莱克·瑞士蒙德作于1864年。

1862年7月4日，路易斯·卡罗与李道尔家三姐妹外出野餐，在泰晤士河伊西斯段的一艘从愚蠢大桥开往Godstow的划艇上，10岁的爱丽丝问路易斯能不能给她们三姐妹讲一个故事。当牧师的朋友罗宾逊·达克沃斯在一旁为大家摇桨，路易斯给三姐妹讲了一个故事。故事中，一个叫爱丽丝的小女孩掉进了兔子洞，并由此引发了一系列奇遇。这个故事与路易斯之前给三姐妹讲过的很多故事相比，并没有什么特别，但是这一次爱丽丝问路易斯能不能把这个故事写下来送给她。路易斯允诺，但是接连几个月都没有动笔。1864年11月，路易斯终于将完整的故事《爱丽丝地下历险记》送给了爱丽丝。
在此期间，路易斯已经打算把这个故事重新写一遍拿去卖。为了赢得更多人的支持，路易斯在1863年春天把手稿寄给了他的一个朋友，作家喬治·麥克唐納。麦克唐纳的孩子读了这个故事之后感觉很喜欢，路易斯受到激励，决定寻找出版商。1865年，路易斯·卡罗著、约翰·坦尼尔插图的第一版《爱丽丝梦游仙境》出版。紧接着，路易斯在1871年出版了第二本以爱丽丝为主角的童话书《爱丽丝镜中奇遇》。1886年，路易斯送给爱丽丝的《爱丽丝梦游仙境》手稿的影印版出版。

## 与路易斯·卡罗的关系

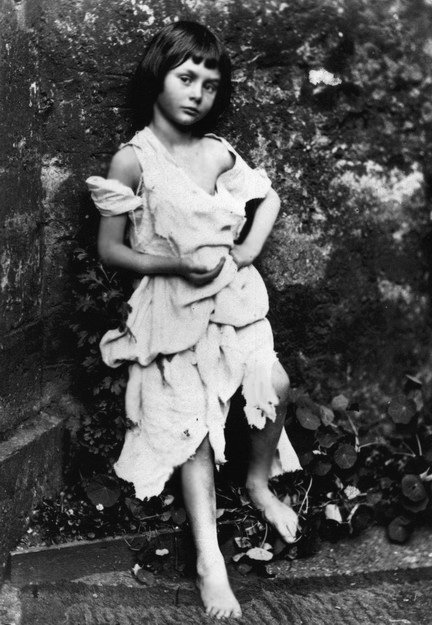
装扮成小乞丐的爱丽丝，路易斯·卡罗摄于1858年。

爱丽丝与路易斯的关系一直备受争议。许多传记作者认为路易斯有恋童的性偏好，但是缺少直接的证据。
路易斯于1855年第一次结识李道尔家的人，他首先结识了爱丽丝的哥哥哈利，并经常带哈利和劳林娜在牛津附近划船、野餐。后来哈利上学了，爱丽丝和妹妹伊迪丝常常和路易斯一起玩耍。闲暇时，路易斯常常给孩子们讲他自己编的奇幻故事。路易斯爱好摄影，李道尔家的孩子也常常被他拍进他的作品中。尽管证据不多，但是人们都说爱丽丝是路易斯摄影生涯中最爱的小模特。还有另一件奇怪的事情，路易斯1858年4月18日至1862年5月8日的日记莫名消失。

### 日记插页
爱丽丝和路易斯的关系在1863年6月突遭变故，但原因不明。爱丽丝终其一生拒绝对这件事情发表观点，路易斯的日记中1863年6月27-29日的部分消失。传记作家莫顿·N·科恩根据一些证据推测，他们关系破裂的原因是路易斯向时年11岁的爱丽丝求婚。据说爱丽丝的母亲因为一个成年男人勾搭了她11岁的女儿而感到不悅。
1996年，卡洛琳·里奇发现了后来被称为“日记插页”的文件——据说是路易斯的侄女维琳特·道奇森写的纸条，纸条的内容是对路易斯在1863年6月27-29日的日记进行的概括总结。显然，纸条的写成时间应该为日记相关内容被移除之前。内容为：
"李道尔夫人告诉路易斯，他被怀疑在利用孩子接近女家庭教师。同时，他也被怀疑会向伊娜求婚。"
这可能意味着，路易斯和李道尔一家关系破裂的原因是路易斯和李道尔家的女家庭教师传出了一些绯闻，甚至与伊娜（借指李道尔家的大女儿劳林娜）之间也有一些流言蜚语。珍妮·伍尔夫认为，关系的破裂是因为劳林娜爱上了路易斯，而不是其他的原因。这同样可以解释为什么路易斯的另一个侄女迈娜拉要把日记撕掉，但是留下一张纸条来记住原来的日记里面写的是什么。珍妮·伍尔夫表示，这张纸条实际上是真相的“审查版”，因为路易斯的家人不希望由于真相的公布而导致劳林娜受到某种伤害。
纸条的真实作者尚不确定，里奇曾表示，最可能的人是道奇森的两个侄女迈娜拉和维琳特中的一个，因为与她们的笔迹很接近。然而，莫顿N.科恩在2003年在泰晤士报文学副刊上发表了一篇文章，称在20世纪60年代，道奇森的大侄子菲利普·道奇森·雅克告诉他，纸条是他自己凭着记忆，根据道奇森的侄女与他的对话写下的。但是科恩没有更多的证据佐证自己的观点，而且纸条与已知的菲利普笔迹样本并不相似。
这件事发生后，路易斯一直躲着李道尔一家，但是半年后的1863年12月他重新前来到访。虽然如此，他们并没有冰释前嫌，重归旧好。部分文件指出这是因为路易斯和李道尔院长在牛津大学的一些政治事件上有着巨大的分歧。也有一些观点认为这是因为感情的纠葛，但这也仅仅是一种可能而已。整个事件的前因后果目前尚不明朗。
约翰·罗斯金在他的自传《帕里特丽亚》中提到，路易斯与李道尔的关系破裂后，爱丽丝三姐妹也疏远了路易斯。

## 与童话中的爱丽丝的比较
童话中的爱丽丝是否就是现实中的爱丽丝一直有很大的争议。这两个爱丽丝显然不是完全相同的，但是人们一直认为虚构的爱丽丝很大程度上是基于李道尔家的爱丽丝。然而，路易斯本人一直声称书中的爱丽丝是完全虚构的，不基于任何一个实际存在的孩子。而且，近年来的一些研究，越来越倾向于支持两个爱丽丝之间没有太大的关系。
有传闻称路易斯曾经把另一个小女孩的玛丽·希尔顿·拜德考克的照片发送给坦尼尔，暗示自己将她作为模特。但是试图找到相关历史文件佐证这一观点的尝试均无果而终。
与出版的版本相比，路易斯的手稿《爱丽丝地下历险记》中的主角与李道尔家的爱丽丝更加相似。
传记作家安妮·克拉克认为，道奇森可能使用伊迪丝·李道尔作为他的一位绘画模特。
书中的爱丽丝与李道尔家的爱丽丝至少有三处联系：
1. 路易斯在书中设定的两个关键时间点分别是5月4日（爱丽丝的生日）和11月4日（爱丽丝的“半生日”），《爱丽丝镜中奇遇记》中爱丽丝说她的年龄“准确讲是7岁半”，与当时的爱丽丝·李道尔同龄。
2. 路易斯在书上写“献给爱丽丝·普莱森斯·李道尔”。
3. 《爱丽丝镜中奇遇记》有一首藏头诗，从上到下每一句第一个字母连起来是爱丽丝的全名。这首诗并没有题目，因此一般取其第一句 "A Boat Beneath a Sunny Sky"来称呼这首诗，全诗如下。

A boat beneath a sunny sky,

Lingering onward dreamily

In an evening of July--

Children three that nestle near,

Eager eye and willing ear,

Pleased a simple tale to hear--

Long has paled that sunny sky:

Echoes fade and memories die.

Autumn frosts have slain July.

Still she haunts me, phantomwise,

Alice moving under skies

Never seen by waking eyes.

Children yet, the tale to hear,

Eager eye and willing ear,

Lovingly shall nestle near.

In a Wonderland they lie,

Dreaming as the days go by,

Dreaming as the summers die:

Ever drifting down the stream--

Lingering in the golden gleam--

Life, what is it but a dream?
此外还有一处并不明显的联系：“议员赛跑与一个长故事”这一章可能指代路易斯，达克沃斯牧师和李道尔三姐妹在泰晤士河上的泛舟。当然，前提是故事中的爱丽丝代表的是爱丽丝·李道尔。

## 衍生作品
- 梅拉妮·本杰明（英语：Melanie Benjamin (author)）的小说《爱丽丝，我一直在（Alice I Have Been）》，以爱丽丝和路易斯的关系为主线，描述了爱丽丝从小到大的一生。[21]
- 漫画《心田上的爱丽丝（Alice in the country of hearts）》的主角叫爱丽丝·李道尔。
- 她是菲利普·何塞·法莫（英语：Philip José Farmer）的小说《河上的世界（英语：Riverworld）》的主角之一。
- 她是刘易斯·帕吉特（英语：Lewis Padgett）的短篇小说《Mimsy Were the Borogoves（英语：Mimsy Were the Borogoves）》中的一个小而关键的角色。
- 加拿大诗人斯蒂芬妮·波斯特勒（英语：Stephanie Bolster）为她写了一本诗集《白石》。
- 凯蒂·罗菲写了一本关于爱丽丝和路易斯之间的关系的作品《Still She Haunts Me》（声称基于事实）。
- 1985年的影片《Dreamchild（英语：Dreamchild）》讲述了她前往美国，在哥伦比亚大学纪念路易斯·卡罗百年诞辰的活动上演讲并领取名誉学位的故事。通过一系列闪回的艺术手段，这部影片暗示爱丽丝与路易斯之间互有好感。
- 弗兰克·百多克（英语：Frank Beddor）的作品镜中战争（英语：The Looking Glass Wars）延续了爱丽丝漫游奇境的故事，书中包括一些实际存在的人物，例如爱丽丝·李道尔和利奥波德王子。
- 布赖恩·塔尔博特（英语：Bryan Talbot）2007年的图文小说《爱丽丝梦游桑德兰（英语：Alice in Sunderland）》用爱丽丝和路易斯来讲述该地区的历史和神话。
- 艾伦·约翰（英语：Alan John）和安德鲁·厄普顿（英语：Andrew Upton）于2008年创作的歌剧《镜中奇遇（英语：Through the Looking Glass (opera)）》中同时包括了虚构的爱丽丝和李道尔家的爱丽丝。
- 上海麻辣马工作室开发、美商藝電发行的恐怖題材的動作冒險游戏爱丽丝梦游魔境及其续集愛麗絲驚魂記：瘋狂再臨中均涉及爱丽丝·李道尔。
- 任天堂DS游戏《巫婆的故事》中，主角爱丽丝·李道尔可以创建许多不同的王国，并且与她的巫毒娃娃“小猫敦南”一起到处旅行。
- 约翰·罗根（英语：John Logan (writer)）2013年作品《彼得和爱丽丝（英语：Peter and Alice）》，讲述了爱丽丝·李道尔和彼得·卢埃林·戴维斯的故事。
- 2007年的电影《The Last Mimzy（英语：The Last Mimzy）》中，孩子们找到了一幅爱丽丝和兔子的画像，暗示爱丽丝的兔子只是其中之一。
- 在系列科幻影片《第十三号仓库》中，爱丽丝·李道尔是一个邪恶而凶残的鬼魂，被困在了卡罗的镜子中。

## 参阅文献
- Björk, Christina & Eriksson, Inga-Karin. . R & S Books. 1993. ISBN 91-29-62242-5.
- Clark, Anne. . Stein And Day. 1982. ISBN 0-8128-2870-4.
- Gardner, Martin (1965). Introduction to Alice's Adventures under Ground by Lewis Carroll. Dover Publications. ISBN 0-486-21482-6.
- Gardner, Martin (ed.) (2000). The Annotated Alice (The Definitive Edition). Allen Lane The Penguin Press. ISBN 0-7139-9417-7.
- Gordon, Colin. . Harcourt Brace Jovanovich, Publishers. 1982. ISBN 0-15-112022-6.
- Gray, Donald J. . Donald J. Gray.
- Leach, Karoline. . Peter Owens. 1999. ISBN 0-7206-1044-3. Official website （页面存档备份，存于）